# So La Lune
So La Lune (* 11. Februar 1997 in Lyon) ist ein französischer Rapper und Sänger. Er gehört zur New-Wave-Bewegung des französischen Raps und ist bekannt für seine melancholischen und eingängigen Tracks, die oft seine nächtlichen Erlebnisse und persönlichen Herausforderungen thematisieren.

## Leben und Karriere
So La Lune wuchs im Stadtteil Mermoz in Lyon auf und verbrachte während seiner Jugend einige Jahre in den Komoren, dem Heimatland seines Vaters. Schon früh entwickelte er eine Leidenschaft für das Schreiben und Rappen. Sein Künstlername, der „So“ für seine Vorliebe für das Nachtleben und „La Lune“ für die Komoren, die als „Inseln des Mondes“ bekannt sind, kombiniert, spiegelt seine Verbindung zu beiden Welten wider.
Im Jahr 2020 veröffentlichte So La Lune sein erstes Mixtape Tsuki, das ihm Aufmerksamkeit in der französischen Rap-Szene verschaffte. 2021 folgten sieben EPs, darunter Théia, Satellite naturel und Orbite, die seine Vielseitigkeit und Produktivität unter Beweis stellten. Sein Projekt 1ère Faille (L’Afar) erschien im Oktober 2021 und wurde als eines der letzten Werke vor seinem Mixtape Fissure de vie angekündigt.

## Diskografie

### Alben
- Tsuki (Mixtape, 2020)
- Fissure de vie (Mixtape, 2022)
- L’enfant de la pluie (2023)

### EPs
- Théia (2021)
- Satellite naturel (2021)
- Orbite (2021)
- Apollo 11 (2021)
- 1ère Faille (L’Afar) (2021)
- 2ème Faille (Silfra) (2021)
- 3ème Faille (San Andreas) (2021)
- 27/05/22 (2022)
- Kenna (2022)
- Wilma (2022)
- Nomades (2022)
- Numero 11 (2024)